# 매치박스 (브랜드)
매치박스(영어: Matchbox)는 1953년 레즈니 프로덕츠가 선보였고, 1997년 브랜드를 인수한 마텔 주식회사가 현재 소유하고 있는 장난감 브랜드이다. 이 브랜드는 원래 미니어처 카 "매치박스" 장난감이 성냥갑과 유사한 상자에 담겨 판매되었기 때문에 이러한 이름이 붙었다. 이 브랜드는 더 큰 스케일의 미니어처 모형, 플라스틱 모형 키트, 슬롯 카 레이싱, 액션 피겨를 포함한 광범위한 장난감으로 성장했다.
1980년대 동안 매치박스는 핫 휠과 같은 다른 미니어처 장난감 브랜드에서 사용되던 더욱 전통적인 플라스틱과 판지 "블리스터 팩"으로 전환하기 시작했다. 2000년대에 이르러 상자 스타일 포장은 2004년 슈퍼패스트 시리즈 35주년 및 2019년 슈퍼패스트 50주년 기념과 같이 수집가 시장을 위해 재도입되었다.
현재 매치박스라는 이름으로 판매되는 제품에는 축척 모형 플라스틱 및 미니어처 차량, 장난감 차고가 포함된다.

## 역사

### 초기: 레즈니, 매치박스 이름의 유래와 1-75 시리즈

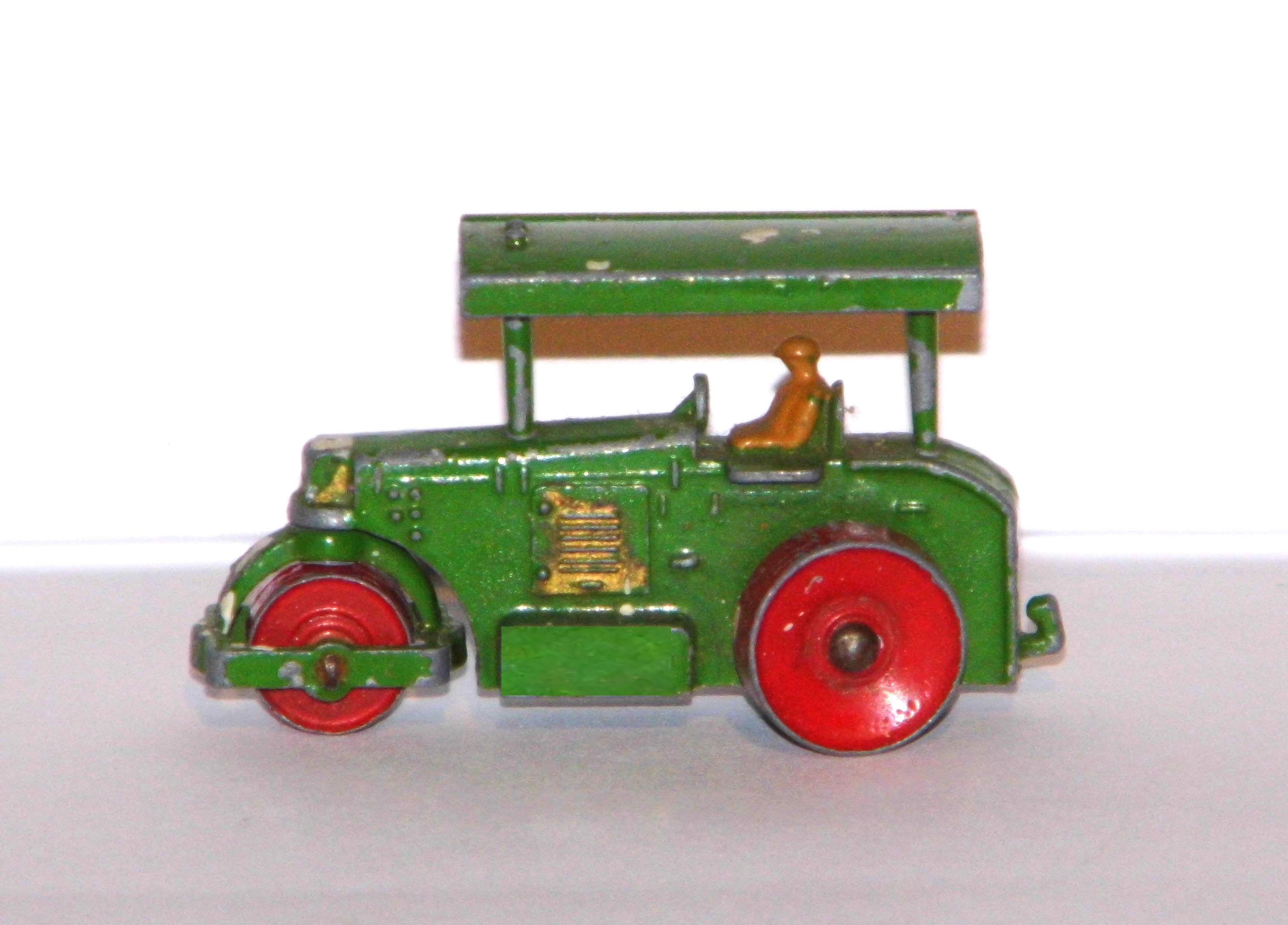
1953-55년 레즈니-매치박스 로드 롤러, 매치박스 이름으로 생산된 최초의 장난감 중 하나

매치박스라는 이름은 1953년 영국 다이캐스팅 회사인 레즈니 프로덕츠의 브랜드 이름으로 유래했으며, 이 회사의 명성은 존 W. "잭" 오델 (1920–2007), 레슬리 찰스 스미스 (1918–2005), 그리고 로드니 스미스에 의해 만들어졌다. 레즈니라는 이름은 레슬리와 로드니 스미스의 이름에서 따온 혼성어이다. 그들의 첫 번째 주요 판매 성공은 엘리자베스 2세 여왕의 대관식 마차 인기 모델이었는데, 백만 대 이상이 팔렸다. 레즈니의 공동 소유주인 잭 오델은 그의 딸을 위해 고안된, 회사의 미래 성공의 길을 열어준 장난감을 만들었다. 그녀의 학교에서는 아이들이 성냥갑 안에 들어갈 수 있는 장난감만 가져올 수 있었기 때문에, 오델은 레즈니의 녹색과 빨간색 도로 롤러를 축소하여 만들었다. 이 장난감은 결국 1-75 미니어처 시리즈의 첫 번째 모델이 되었다. 덤프 트럭과 시멘트 믹서가 원래의 세 모델 출시를 완성하여 매치박스 시리즈의 대량 시장 성공의 시작점이 되었다. 회사는 모델들을 실제 성냥갑처럼 생긴 상자에 넣어 판매하기로 결정했고, 이것이 시리즈 이름의 유래가 되었다.
이후 10년 동안 MG 미젯 TD, 복스홀 크레스타, 포드 조디악 등 자동차 모델이 계속 추가되었다. 컬렉션이 성장하면서 폭스바겐 모델, 시트로엥 모델, 미국산 모델 등을 포함하여 점차 국제화되었다. 이러한 미니어처를 만들기 위해 디자이너들은 실제 모델의 상세한 사진을 찍고, 심지어 일부 원본 설계도까지 확보했다. 이를 통해 작은 스케일에도 불구하고 놀랍도록 높은 수준의 디테일을 가진 모델을 만들 수 있었다. 모델의 크기는 매치박스가 경쟁사들이 거의 손대지 않은 시장 틈새를 차지할 수 있게 했고, 그에 따른 가격 우위는 장난감을 저렴하게 만들었으며, 브랜드에 상관없이 작은 장난감 자동차를 지칭하는 일반적인 단어로 "매치박스"를 확립하는 데 도움이 되었다.

### 모코; 1-75 및 기타 핵심 시리즈의 성장 및 발전

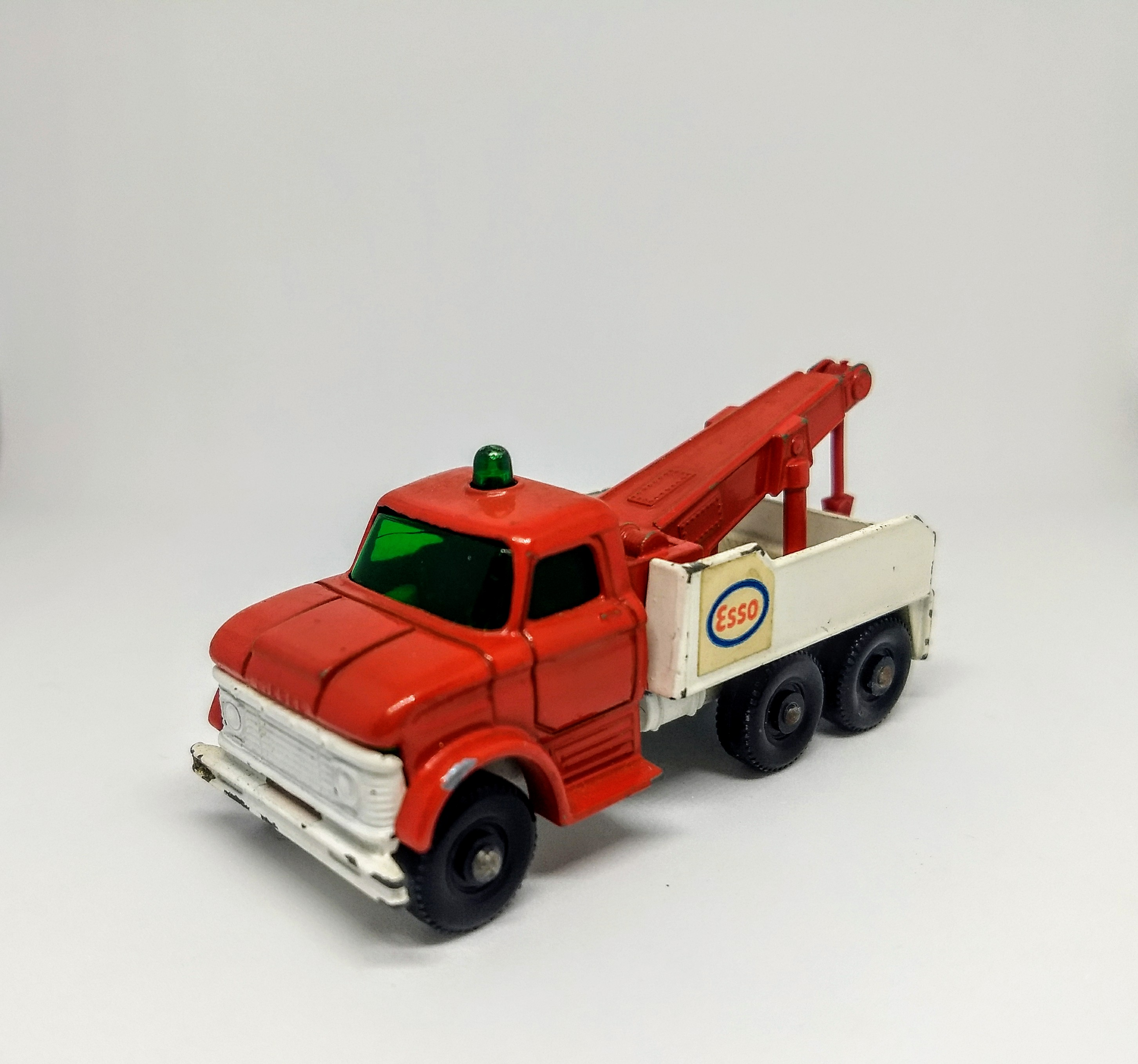
에소 도색의 레즈니 시대 매치박스 "포드 헤비 렉 트럭"

초기, 즉 1-75 시리즈의 초기 몇 년 동안 – 시리즈가 실제로 75개의 모델을 갖추기 훨씬 전 – 레즈니는 Moko(창립자 Moses Kohnstam의 이름을 따서 명명됨)에 의해 마케팅/유통되었다. 그 시대의 상자에는 "A Moko Lesney"라는 문구가 각 상자에 인쇄되어 있었다. 레즈니는 1959년 Moko와의 합작 투자의 지분을 매입함으로써 Moko로부터 독립을 얻었고, 이는 판매 및 규모 면에서 성장기로 이어졌다. 초기 모델에는 창문이나 내부가 없었으며, 전적으로 금속으로 만들어졌고, 종종 길이가 약 2인치 (5cm)였다. 1968년까지 Matchbox는 전 세계적으로 가장 많이 팔리는 소형 미니어처 모형 자동차 브랜드였다. 이 시점에는 컬렉션의 평균 모델이 플라스틱 창문, 내부, 타이어 (종종 별도의 디스크 휠 포함), 그리고 가끔 액세서리; 스프링 서스펜션; 열리는 부품; 그리고 약 3인치 (7cm) 길이였다. 일부는 1969년에 선보인 압력 기반 AutoSteer 시스템을 포함하여 조향 기능까지 갖추고 있었다. 이 라인은 표준 승용차뿐만 아니라 트럭, 버스, 트랙터, 오토바이, 트레일러를 포함하여 매우 다양했다.

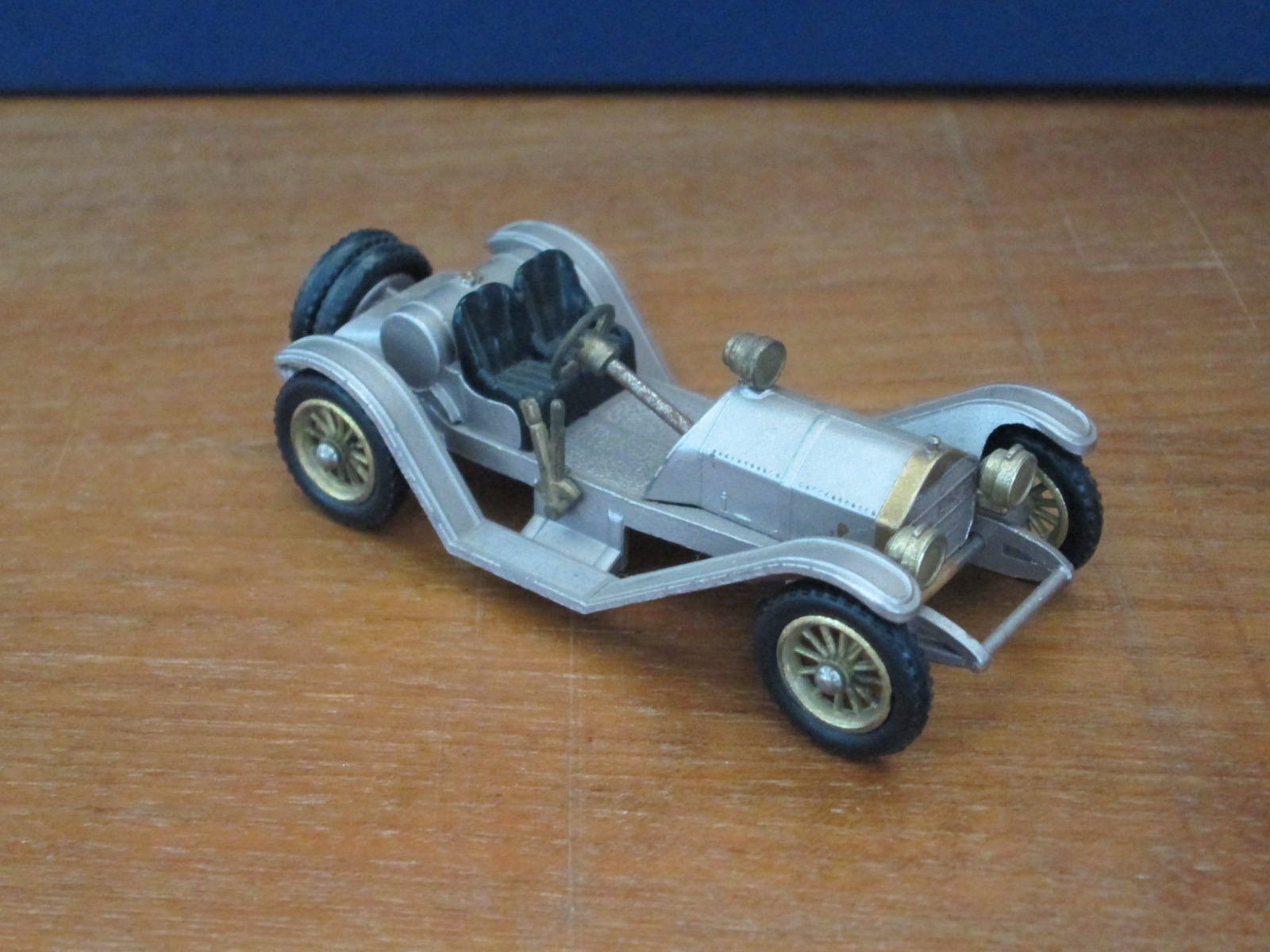
모델스 오브 예스터이어 No. 7: 머서 레이서아웃

당시 세계에서 가장 지배적인 세 브랜드는 모두 영국에서 제조되었으며 (딩키, 매치박스, 코르기) 매우 성공적이었다. 각 브랜드는 자체 시장 틈새와 강력한 명성을 가지고 있었고, 한 브랜드의 혁신과 발전은 몇 년 안에 다른 브랜드에 의해 채택되었다. 각 브랜드는 다른 브랜드의 영역으로도 어느 정도 확장되었지만, 이것이 어떤 브랜드의 핵심 시리즈 판매에 심각한 영향을 미 미치는 것 같지는 않았다.
레즈니의 확장 활동의 일환으로 1950년대와 60년대에 4가지 추가 다이캐스트 모델 라인이 도입되었다. 1956년에 도입된 Models of Yesteryear는 증기 및 초기 자동차 시대의 고전적인 차량을 재현한 것이었다. 이 모델들은 종종 길이가 약 3½–4인치였다. Accessories Packs도 1956년에 도입되었으며, 주유 펌프, 차고 등을 포함했다. 더 큰 스케일의 모델로, 종종 건설 차량인 Major Packs는 1957년에 추가되었다. 더 큰 스케일의 트럭과 트랙터 King Size 시리즈는 1960년에 추가되었으며, 1967년부터 Corgi 및 Dinky가 사용하는 스케일과 유사한 승용차 모델을 포함하도록 다양화되었다. Major Packs는 1968년까지 King Size 라인에 흡수되었다.

### 경쟁과 위기
매치박스의 주요 초점은 여전히 작은 자동차에 있었다. 허스키/Corgi Junior, 버지, 시가 박스 등 다른 브랜드들도 매치박스와 경쟁하려 했지만, 미국의 장난감 거대 기업 마텔이 핫 휠 라인 자동차에 혁신적인 저마찰 "레이싱" 휠을 도입하기 전까지는 성공하지 못했다. 이 모델들은 축척에 덜 충실하고 종종 환상적인 차량을 특징으로 했지만, 매력적이고 밝은 금속성 색상으로 도색되었으며 레이싱 스타일의 "마그네슘 휠"과 슬릭 타이어를 장착했고, 레이스 트랙 세트 등 다양한 액세서리 제품과 함께 공격적으로 마케팅되었다. 핫 휠 라인은 종종 분명히 미국적인 모델들을 특징으로 했다. 1969년에는 미국에 기반을 둔 두 번째 경쟁사인 조니 라이트닝이 시장에 진입했고, 레즈니의 미국 판매는 효과적으로 붕괴되었다. 동시에 다른 주요 시장(영국)도 경쟁사들의 공격을 받고 있었다.
레즈니의 이에 대한 대응은 비교적 빨랐지만, 큰 재정적 어려움을 피할 만큼 빠르지는 못했다. Superfast 라인을 만들면서 말이다. 이는 사실상 1969년 라인을 저마찰 바퀴(처음에는 좁았는데, 회사가 넓은 타이어를 수용하기 위해 시리즈를 다시 도구화하는 데 시간이 필요했기 때문)를 포함하도록 변형한 것이었고, 종종 새로운 색상이 동반되었다. 그 결과는 처음에는 이상했지만 흥미로운, 빠르게 움직이는 자동차, 트럭, 트레일러 라인이었고, 1970년에 기본적으로 완성되었다. 아이들이 자동차 경주를 할 수 있도록 경주 트랙 세트 등도 출시되었다. 1970년부터, 특히 1971년에는 더 넓은 타이어를 가진 새로운 모델들이 등장했고, 기존 모델들(라인에 여전히 남아 있는 트럭 포함)은 슬릭 타이어에 맞게 재정비되었다. King Size 라인도 유사하게 업데이트되었는데, 슈퍼 킹스(대부분 트럭이지만 마그네슘 휠 포함)와 스피드 킹스(자동차)로 나뉘었다. 핫 휠(Sizzlers)과 코르기(ElectroRockets)의 유사 제품과 경쟁하기 위해 스콜피온이라는 단명한 충전식 전기 자동차 시리즈도 출시되었다.
1970년대 중반까지 매치박스는 다시 세계 시장에서 강자로 부상했으며, 전환을 완료하고 일부 판타지 차량을 포함하도록 라인을 업데이트하기도 했다. 1-75 시리즈는 롤라매틱스(차량이 움직일 때 움직이는 기계 부품 포함)와 스트리커스(핫 휠의 최신 혁신인 차량 자체에 탬포 프린팅을 경쟁하려는 시도)를 포함하도록 수정되었다.

### 슈퍼패스트 시대의 확장
매치박스 브랜드의 되찾은 인기로부터 더 많은 이점을 얻기 위한 시도로, 마지막 대확장 시기는 여러 새로운 라인 도입으로 시작되었다. 여기에는 항공기 스카이 버스터즈 라인(현재 및 역사적인 개인, 상업, 군용 비행기 포함), 배틀 킹즈 군용 모델, 시 킹즈 해군 모델, 어드벤처 2000 공상 과학 모델, 그리고 전통적인 매치박스 모델과 관련 트레일러 아이디어를 다시 선보인 투 팩스 시리즈가 포함되었다.
안타깝게도, 금속 페인트로 칠해진 탱크와 밝은 색상의 선박이라는 초기 마케팅 개념은 시장 수요와 일치하지 않았고, 많은 모델들이 가격에 비해 잘 만들어졌음에도 불구하고 일반적으로 성공적이지 못했다. 배틀 킹즈와 스카이 버스터즈 시리즈의 두 번째 에디션은 더욱 사실적인 색상으로 칠해져 좋은 반응을 얻었지만, 이 시기에는 전반적인 경제 요인이 영국에서 제조되는 장난감으로 수익을 내는 회사의 능력에 심각한 영향을 미치고 있었다.
이러한 시리즈 중 스카이 버스터즈와 어느 정도 투 팩스만이 시간이 지나면서 살아남았다. 굴절식 트럭-트레일러(대부분 미국산)의 컨보이 시리즈는 투 팩스 라인의 파생 상품으로, 오늘날까지 다양한 모습으로 이어지고 있다.
이 시기의 다소 단순한 발전은 제품 관련뿐만 아니라 본질적으로 철학적인 것으로, 시장에 혁명적인 변화를 가져왔다. 매치박스 브랜드는 모든 미니어처 장난감 라인 중에서 가장 널리 수집되는 브랜드가 되었다("매치박스 수집가" 참조). 1970년대에 레즈니는 수집가들과 접촉하기 시작했으며, 수집가 모임에 대표자를 보내고, 다양한 수집가 클럽에 정보를 제공하며, 수집가들의 관심사를 비공식적으로 조사했다. 이는 처음에는 Yesteryear 모델, 검은색 Y‑1 포드 모델 T와 같은 수집가를 위한 여러 모델을 만드는 결과로 이어졌다.
이 결정의 성공으로 회사는 예스터이어 라인에 상업용 차량 모델(처음에는 탈봇과 또 다른 모델 T 두 대의 밴)을 배치하게 되었고, 이 모델들에는 립톤 차, 코카콜라, 수즈와 같은 유명 브랜드의 옛 광고가 탬포 프린팅되었다. 이 모델들은 1950년대 이후 이 시리즈에 등장한 첫 번째 상업용 차량이었다. 이 개념은 빠르게 확장되어 특정 국가(아르노츠 비스킷 [오스트레일리아], 선라이트 세이페 [독일])를 위한 한정판 모델이나 네슬레의 우유, Taystee Bread, 해러즈 백화점과 같은 회사들의 특별 요청으로 제작된 모델들을 포함하게 되었다. 소위 "홍보용품"이라고 불리는 이 사업 부문은 1960년대부터 존재했지만, 1970년대에 수많은 모델들, 특히 1-75 모델인 No. 17 런던 버스와 함께 회사 문화에 확고히 자리 잡았다.
이러한 특수 소량 생산 모델은 후원자와 수집가 모두의 관점에서 매우 바람직하며 매치박스에게도 수익성이 있다는 것이 즉시 분명해졌다. 시장은 빠르게 확장되어 라이선스 증가와 더불어 더 이상 어린이 장난감 시장을 목표로 하지 않고 마진이 높은 "프리미엄" 부문을 겨냥한 모델 개발로 이어졌다.

### 경제적 어려움, 파산 및 레즈니 시대 이후
매치박스 브랜드의 성공 부족 때문이라기보다는 당시 영국의 경제 상황 때문에, 모든 핵심 라인이 강력한 판매를 계속했음에도 불구하고, 회사는 1970년대 말까지 재정적으로 어려움을 겪고 있었다. 매치박스는 다른 영국 경쟁사들과 동일한 방식으로 고통받았다. 메카노(딩키)의 뒤를 이어, 그리고 메토이(코르기)보다 단 1년 앞선 1982년 6월, 레즈니는 파산했고 수신관리에 들어갔다. "매치박스" 브랜드명, 일부 도구, 금형 및 기타 자산은 그 후 유니버설 토이즈와 데이비드 예에게 판매되었다. 매치박스 도구의 일부는 잭 오델의 소유가 되었는데, 그는 렐레도(오델의 성을 거꾸로 한 이름)라는 브랜드명으로 매치박스 예스터이어와 유사한 제품을 계속 판매했지만, 본질적으로 레즈니와 매치박스는 예와 그의 그룹에 판매되었다. 예는 레즈니를 재편하고 그룹 이름을 "매치박스 인터내셔널 Ltd."로 변경했으며, 예는 회장이 되고 잭 포셀레도는 사장이 되었다. 예는 1986년 성공적인 IPO를 통해 그룹을 뉴욕 증권 거래소에 상장했다.
회사는 더 이상 영국 소유가 아니었지만, 1980년대 중반까지 영국에서 제한적인 생산이 계속되었고, 많은 오래된 레즈니 주형이 재활용되었지만, 대부분의 생산과 도구는 마카오로 이전되었다. 매치박스가 존경받는 딩키 브랜드, 아마도 "모든 장난감 자동차 수집품의 어머니"에 대한 권리를 획득하고 미니어처 분야에서 가장 중요한 두 이름을 한 지붕 아래 통합한 것이 이 시기였다. 새로운 모델이 만들어졌고(때로는 경쟁사로부터 금형도 구입되었다), 딩키 컬렉션이 탄생했다. 딩키 모델은 더 최근의 고전(특히 1950년대)을 지향하는 경향이 있었던 반면, 예스터이어는 더 오래된 빈티지에 집중하는 경향이 있었다. "매치박스 컬렉터블" 개념이 개발된 것도 유니버설 시대였다("매치박스 컬렉터블" 참조).

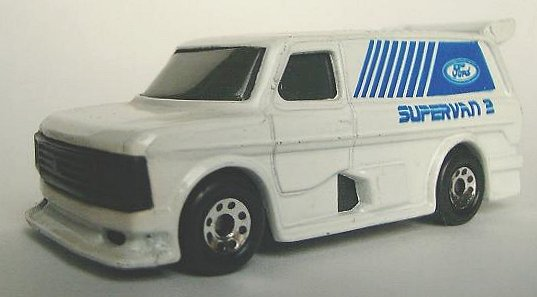
1987-88년에 제작된 매치박스 포드 트랜싯 슈퍼밴 II

높은 인건비와 홍콩 및 마카오에 숙련된 노동자 부족으로 인해 유니버설은 다이캐스팅을 중국 본토로 외주하기로 결정했다. 1984년 4월, 최초의 홍콩-상하이 합작 장난감 회사인 상하이 유니버설 토이즈 유한회사(Shanghai Universal Toys Co., Ltd., 보통 SUTC/上海环球玩具有限公司로 약칭)가 민항, 상하이시에 설립되었다. 예는 홍콩 측이었고, 상하이 장난감 수출입 회사, 상하이 상시 투자 회사(상하이 정부 소유 투자 회사), 중국은행, 아이젠 홀딩스가 중국 측 주주였다. CJV 계약은 20년 유효 기간으로 체결되었다.
1985년에는 바닥에 "China"가 새겨진 첫 번째 매치박스 장난감이 출시되었다. 금형은 마카오에서 상하이로 1990년대 초반까지 수입되었으며, 이때 마카오는 결국 매치박스 장난감 생산을 중단하고 생산을 필리핀, 대만, 태국으로 옮겼다. SUTC는 금형을 설계하지 않았고, 데칼 도색, 조립 및 포장에만 집중했다. SUTC는 금속 주조와 함께 상하이 유니버설 플라스틱 토이즈 회사(Shanghai Universal Plastic Toys Company, 보통 SUPT/上海环球塑胶玩具有限公司로 약칭)라는 플라스틱 키트 및 부품 공장도 운영했다. 모터 시티 시리즈, 매치박스 PK 시리즈, 그리고 많은 플라스틱 부품이 1980년대 후반에서 1990년대 중반 사이에 그곳에서 생산되었다. 한편, 유니버설은 남부 중국에서도 다이캐스팅 능력을 외주했다. 융타이 장난감 회사(永泰玩具有限公司)는 유니버설로부터 라이선스를 받아 매치박스 장난감을 생산했지만, 고정 자산 투자는 없었다.

### 마텔에 의한 인수 및 현재

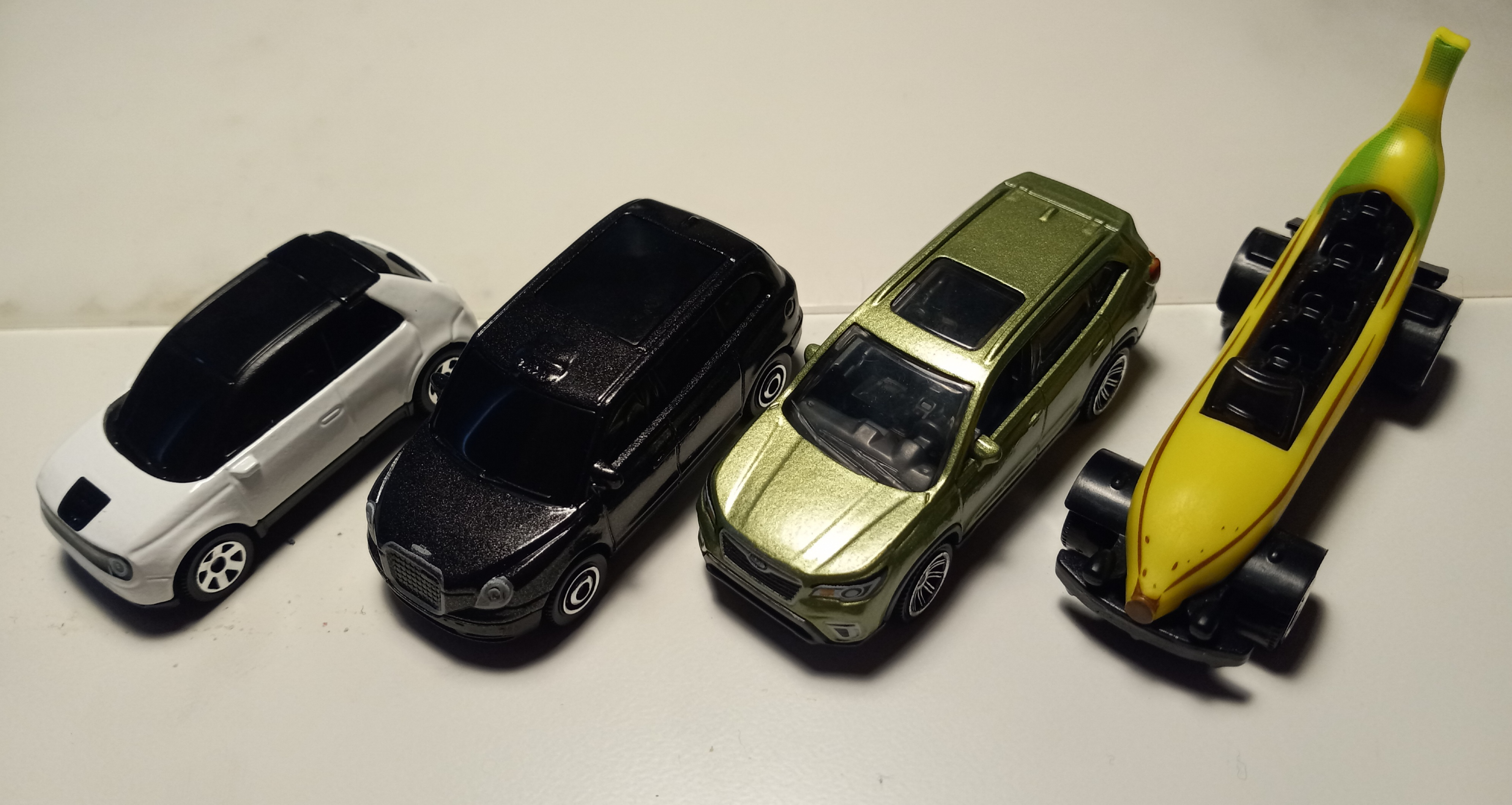
다양한 2020–2021 매치박스 1-100 시리즈 모델 (왼쪽부터: 2020 Honda e, 2018 LEVC TX, 2019 Subaru Forester, 2019 빅 바나나 카)

1992년까지 유니버설도 구매자를 찾고 있었다. 1992년 5월, 이 브랜드는 Tyco Toys에 매각되었고, 이 장난감 부문은 다시 1997년에 마텔에 인수되어 매치박스가 오랜 라이벌인 핫 휠과 같은 기업 휘하에 통합되었다. 마텔 산하에서 "Matchbox International Ltd."라는 이름은 사라졌다.
마텔의 인수는 매치박스 수집가 커뮤니티에서 상당한 우려를 낳았다. 핫 휠과 매치박스 브랜드 간의 경쟁은 회사 간의 싸움뿐만 아니라 각 브랜드의 수집가들도 자신이 선택한 브랜드의 품질에 대해 강한 믿음을 가지고 있었기 때문이다. 일반적인 매치박스 수집가들에게 핫 휠은 스케일링과 모델 선택 면에서 열등하여 덜 매력적이었다. 마텔이 매치박스 라인에 핫 휠 스타일의 철학을 강요하거나, 실제로 매치박스 라인을 핫 휠 시리즈에 통합할 것이라는 우려가 있었다. 수집가들의 이러한 초기 우려에 대해 마텔은 매치박스가 핫 휠과 독립적으로 자체 제품 라인을 계속 개발할 것이며, 매치박스는 더 현실적이고 전통적인 차량을 대표하고, 환상적인 차량은 핫 휠 영역에 확실히 배치될 것이라는 확언으로 맞섰다. 후자의 약속을 보여주기 위해, 매우 현실적인 핫 휠 캐터필러 모델 중 일부는 매치박스로 브랜드가 변경되었다.
2002년, 50주년을 기념하기 위해 스카이 버스터즈가 돌아왔지만, 콘티넨털 항공만이 이 제품을 후원하는 유일한 주요 항공사였다. 2003년, 매치박스는 특별판 자동차 라인을 출시했다.

포장 상태의 현대 매치박스 닛산 스카이라인

1990년대의 약속을 깨고, 마텔은 2003년에 매치박스 라인을 거의 완전히 개편하여 "히어로 시티" 테마의 일부로 판타지 차량 시리즈인 울트라 히어로즈를 도입했다. 매치박스 수집가들은 경악했고, 시장은 반응하지 않았다. 이 장난감들은 인기가 없다는 것이 입증되었고, 이 라인은 곧 단종되었다. 다음 해, 캘리포니아 엘 세군도에 기반을 둔 새로운 팀을 이끈 매치박스는 회사의 뿌리로 돌아가 현실적이고 잘 디자인된 모델들을 판매하기 시작했는데, 대부분은 실제 프로토타입을 기반으로 했지만, 주로 미국 자동차나 미국 시장에 잘 알려진 브랜드였다. 2001년 이전의 매치박스 로고가 클래식한 따옴표 없이 다시 나타난 것은 원래의 철학으로의 회귀를 알리는 신호였다.
이 사업의 진지함과 브랜드에 대한 헌신을 알리기 위해, 마텔은 "슈퍼패스트 35주년"을 기념하는 새로운 두 번째 1-75 시리즈를 표준 라인과 병행하여 도입했다. 모델들은 모델별 블리스터 팩에 포장되었으며, 모델뿐만 아니라 개별적이고 전통적인 스타일의 "레트로" 상자도 포함되어 약 1970년대의 슈퍼패스트 상자를 연상시켰다. 모든 주물은 사실적인 차량이었고, 1969년 주물 중 일부는 이 라인에 포함되기 위해 재활성화되었다. 이 시리즈는 생산량이 엄격히 제한되었고, 프리미엄 가격으로 판매되었으며, 큰 성공을 거두었다. 추가 슈퍼패스트 시리즈는 2005년과 2006년에 출시되었고, 2019년과 2020년에도 계속되었다. 슈퍼패스트 시리즈는 2021년 단종되었고, 1950년대 스타일의 레트로 포장으로 수집가 중심 차량인 유사한 매치박스 컬렉터 라인으로 대체되었다. 이 차량들은 열리는 부품과 고무 타이어가 있는 두 조각 휠, 그리고 차량의 디테일과 장식이 증가하는 등 표준 차량에는 없는 특징들을 가지고 있다.
2005년에는 타이코/초기 마텔 시대에 매치박스 컬렉터블의 "머슬카" 시리즈의 일부로 출시되었던 특정 예스터이어 주물이 1971년 스타일의 레트로 포장 및 레트로 휠로 슈퍼 킹스(많은 사람들이 이상한 이름 선택이라고 생각했는데, 1970년대에는 그런 종류의 모델들이 스피드 킹스라고 불렸기 때문)로 재출시되었다.
"히어로 시티" 참사(이름은 2005년 후반에 "MBX Metal"로 바뀌었다) 이후, 마텔은 매치박스 브랜드를 부활시키는 데 관심을 보였다. 그러나 매치박스 컬렉터블즈 Inc.가 폐쇄된 이후, 마텔의 관심은 항상 매치박스 유산의 극히 일부 시리즈에 집중되었다: 1-75, 스카이 버스터즈, 컨보이즈, 그리고 어느 정도 투 팩스 개념도 현재는 히치 앤 홀이라는 다른 이름으로 판매되고 있다. 소량의 슈퍼 킹즈와 예스터이어즈가 때때로 출시되었지만, 새로운 주형은 만들어지지 않았다. 배틀 킹즈는 2006년에 시장에 다시 등장했지만, 킹 사이즈 모델이 아니라 군사 지향적인 투 팩스 스타일의 일반 사이즈 모델 세트의 이름으로 등장했다. 딩키라는 이름은 국제 시장에서 몇몇 "재브랜드화된" 매치박스 1-75 자동차(기본판에 "Dinky"가 탬포 인쇄된 일반 모델)로 효과적으로 축소되었다. 추가적인 금형이나 도구에 대한 투자는 이루어지지 않았다. 매치박스에 의해 한때 구원받았던 클래식 브랜드가 마텔에 의해 다시 침체되거나 사라질 것이라는 전망이 나왔다.
2019년에 매치박스는 보닛과 도어 같은 개방형 기능을 통합한 차량인 무빙 파츠 라인을 출시했다. 이 시리즈의 일부 차량은 폭스바겐 타입 3와 폰티악 그랑프리와 같은 오래된 레즈니 주형을 연상시킨다. 이 차량들은 일반적으로 일반 매치박스 자동차 가격의 두 배로 판매된다.

### 친환경 전략
2021년 4월 15일 목요일, 매치박스는 2022년에 99% 재활용 재료(62.1% 재활용 아연, 1.0% 스테인리스 스틸, 36.9% 재활용 플라스틱)로 만들어지고 탄소 중립 제품으로 분류되는 1:64 스케일 테슬라 로드스터를 생산할 것이라고 발표했다. 이러한 움직임은 브랜드가 환경적으로 더욱 지속 가능하게 되기 위한 계획의 일환이었으며, 매치박스는 2030년까지 모든 자동차와 포장을 100% 재활용 재료로 만들겠다고 약속했다. 재활용 포장이 적용된 첫 번째 매치박스 자동차는 파워 그랩스(Power Grabs) 분류가 될 것이다. 또한, 매치박스는 닛산 리프, 토요타 프리우스, BMW i3, BMW i8, 인터내셔널 eStar를 포함한 EV 테마 팩을 출시했으며, 어린이들에게 환경 의식을 고취하기 위해 충전소가 두 개의 플레이 세트에 포함될 것이라고 발표했다.

## 제품 라인

### 모델 번호 매기기: "1-75" (또는 "75") 시리즈
레스니는 1953년에 3개였던 표준 매치박스 시리즈 모델 수를 1960년에는 75개로 점진적으로 늘렸다. "1-75" 라인은 그 후 거의 40년 동안 75개의 모델을 유지했다. 새로운 모델이 출시되면 기존 모델은 단종되고 그 번호가 재할당되었다. 이는 딜러 디스플레이 스탠드에 75개의 모델만 수용하면 된다는 것을 의미했다. 새로운 소유주인 마텔은 1999년에 일반 미국 시장 매치박스 시리즈를 100개 모델로 확장했지만, 2001년에는 다시 75개 모델로 변경했다. 미국 라인은 2008년에 다시 75개에서 100개 모델로 늘어났고, 2012년에는 120개 모델로, 2016년에는 125개 모델로 더 확장되었다. 이러한 변경은 모든 시장에 적용되지 않았다.
1-75 시리즈 모델 개별 모델에 번호가 새겨지는 것은 (1950년대 중반부터 바닥판에 번호가 새겨졌다) 유니버설 시대에 중단되었다. 이는 여러 핵심 시장을 위한 국가별 모델 라인을 제공하는 새로운 개념 때문이었는데, 이는 동일한 주형이 다른 시장에서 다른 번호로 사용되는 결과를 낳았다. 최근 몇 년간 (마텔 시대에) 순차적인 주형 번호 (예: MB687)가 각 바닥판에 새겨지고 있는데, 이는 어떤 시장에서 사용되는 1-75 번호와는 무관하다. 해당 1-75 시리즈 번호는 블리스터 팩이나 상자에 인쇄되어 있다.
(다른 매치박스 라인에도 바닥에 식별 번호가 새겨져 있었으며, 오래된 모델이 단종되고 새로운 모델이 도입되면서 많은 번호가 재할당되었다. 번호 매기기 규칙은 아래 시리즈 개요 섹션에 나열되어 있다. 그러나 예스터이어 라인을 제외하고는(10년 넘게 16개 모델로 유지되다가 크게 확장됨), 레즈니에 의한 엄격한 시리즈 크기 제한의 다른 사례는 없었다.)

#### 모델의 축척
매치박스 자동차는 주로 두 가지 크기로 제작된다.
- 더 작은 모델("일반 크기"; 1-75 및 관련 시리즈)은 종종 1:64 축척으로 분류된다(비록 1:100보다 작거나 1:64보다 훨씬 큰 범위에 걸쳐 있지만). 길이는 약 2.5-3인치, 즉 6.5-7.5센티미터이다.
- 매치박스는 또한 약 1:43 축척의 모델("킹 사이즈"라고도 불림)을 제조했으며, 나중에는 스피드 킹스 또는 슈퍼 킹스(또는 나중에—특히 매치박스 컬렉터블 라인에서[아래 참조]—모델스 오브 예스터이어 또는 딩키)로 라벨링했다. 길이는 약 3.5-4인치, 즉 9-10센티미터이다. 이는 기본적으로 코르기 또는 딩키와 같은 축척이었다. 매치박스 디자이너들은 더 많은 디테일을 허용하기 때문에 이 더 큰 크기를 선호했다. 1:43 모델은 여전히 제작되지만, 주로 장난감보다는 수집품으로 판매된다. 이러한 시리즈의 실제 자동차 모델은 1:43 축척 근처에 있는 경향이 있지만, 다른 차량 유형(트럭, 건설 및 농업 차량, 호버크래프트, 탱크 등)은 일반 크기 모델과 동일한 방식으로 크게 다양하다.

### 축척 모형 키트
매치박스는 1972/73년경 영국에서 자체 플라스틱 키트 부서를 설립했다. 1:72 스케일 군용 항공기 및 1:76 군용 차량에 집중하여 당시 지배적이던 Airfix 회사와 경쟁했다. 매치박스 키트는 독특한 외관을 가지고 있었는데, 각 키트의 부품은 Airfix의 단일 색상 플라스틱과 달리 두세 가지 색상으로 생산되었다. 상자도 더 화려했고 내용물을 볼 수 있도록 투명한 창문이 포함되어 있었다. 또한, Airfix의 군용 차량 키트와 달리 매치박스 군용 차량 키트는 모두 작은 디오라마 베이스가 함께 제공되었다.
그로부터 십여 년 후 매치박스는 미국의 플라스틱 모형 키트 제조업체인 AMT Corporation을 인수했다. AMT의 1:25 스케일 자동차 및 트럭 라인은 계속되었다.
매치박스 키트는 현대적인 공구와 기술로 잘 만들어졌지만, 비평가들은 시장의 다른 모델들과 비교하여 키트의 디테일이 너무 조악하고 너무 "장난감 같다"고 느꼈다. 그러나 여전히 다른 키트만큼 복잡하고 구성하는 데 시간이 많이 걸려, 더 가벼운 모델 제작자들에게는 매력이 제한적이었다. 회사는 가벼운 모델 제작 시장과 진지한 모델 제작 시장 모두를 완전히 만족시킬 수 없었고, 취미가 쇠퇴하기 시작했을 때 모델 키트 생산을 포기한 최초의 회사 중 하나였으며, AMT를 Ertl Company에 매각하고 자체 키트 부서를 시작한 지 20년도 채 되지 않아 폐쇄했다.
오리지널 매치박스 모델 키트는 수집 가치가 높다.

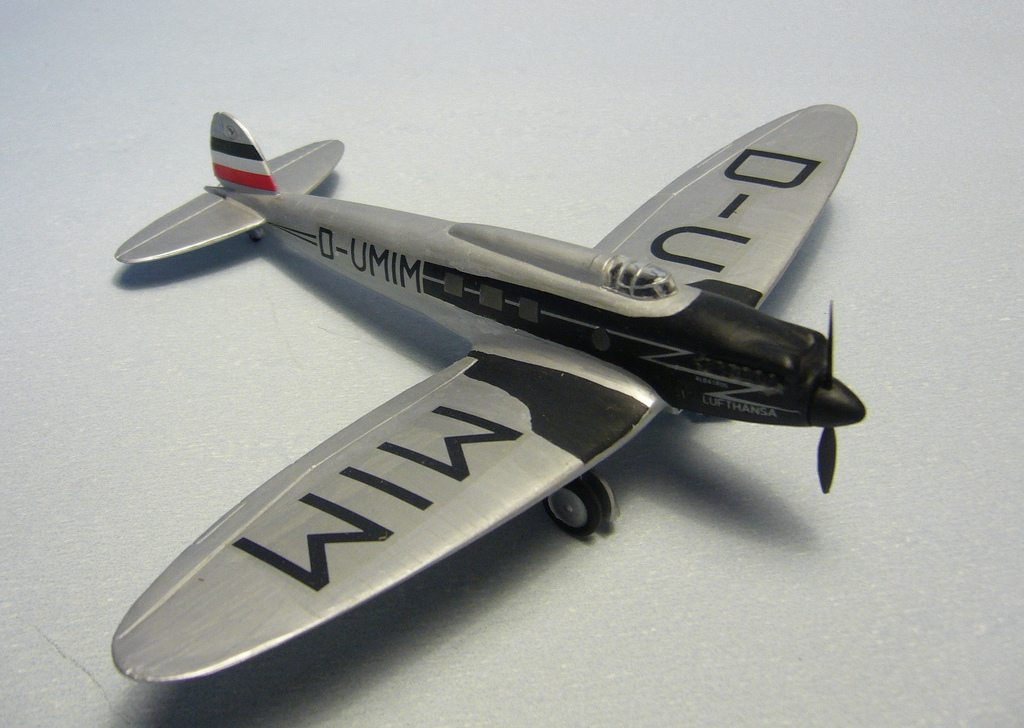
1:72 스케일 하인켈 He 70

### 키트 범위
- 1:72, 1:48, 1:32 스케일 항공기
- 1:32, 1:76 스케일 군용 차량
- 1:76 스케일 병사
- 1:700 스케일 선박
- 1:32 스케일 자동차
- 1:12 스케일 오토바이

또한 잘 알려진 1:72 Flower급 corvette을 생산했다.

### 현재 상태
매치박스 모형 키트 금형은 1990년대 초 Revell 독일이 인수했으며, 이 회사는 현재 레벨 상표로 구 매치박스 키트를 간헐적으로 재발행하고 있다. 최근에는 가장 인기 있는 매치박스 키트 중 다수가 다시 등장하여 모형 제작자들을 기쁘게 했다. 1:72 스케일에서는 핸들리 페이지 빅터, 슈퍼마린 월러스, 핸들리 페이지 할리팩스 및 PB4Y 프라이비티어가, 1:48 스케일에서는 A1-E 4인승 스카이레이더가 재등장했다. 많은 모형 제작자들은 Mk II/Mk VI 호커 템페스트, 잉글리시 일렉트릭 캔버라, RR 스페이 팬텀의 재출시를 기대하고 있다.
레벨은 많은 사람들이 찾는 1:32 스케일 스핏파이어 Mk. 22 (그리폰 엔진 장착)와 1:32 스케일 드 하빌랜드 베놈을 재출시할 것이라고 확인했다.
다색 키트는 1990년까지 생산되었다.

### 기타 제품 및 시리즈
수년 동안 매치박스에서 생산 및 판매된 수많은 추가 제품 라인이 있었으며, 특히 레즈니 시대에 그러했다. 1957년부터 1980년대까지 매년 회사에서 다양한 언어로 수집가 카탈로그를 발행했다. 어린이들이 1-75 차량을 휴대/보관할 수 있도록 수집가용 케이스가 디자인되었다. 1957년부터 1970년대까지 에소 또는 BP 로고가 부착된 다양한 차고/서비스 스테이션이 제공되었다(시리즈 번호 MG-1).
또한 매치박스 차량이 실제와 같은 상황에 있는 사진 퍼즐, 레이스 트랙 세트 (슈퍼패스트 트랙은 핫 휠의 오렌지색과 달리 노란색이었고 약간 더 넓은 게이지였다), 특히 기발한 플라스틱 스냅형 벽걸이 디스플레이 시스템, 도로, 심지어 표준 (동력 없는) 자동차 모델을 위한 슬롯 카 시스템인 매치박스 모터웨이즈도 있었다.
몇몇 시점에서 마텔과 해즈브로의 영역으로 진출하기 위해 매치박스는 인형을 생산했다. 처음에는 어린 학령기 소년을 위한 해적 인형 라인인 매치박스 파이팅 퓨리스(Matchbox Fighting Furies)를 1974년에 만들었고, 나중에는 미취학 여아를 위한 아기 인형을 만들었다. 수많은 다른 다이캐스트가 아닌 품목들이 판매되었으며, 또한 단명한 여러 다이캐스트 시리즈(히스토릭 인 사인즈, 디즈니 자동차, "선더버드" 모델 등)도 있었다.

#### 다이캐스트 비행기
위에서 언급했듯이, 매치박스는 스카이 버스터즈라는 이름으로 다이캐스트 비행기 분야에도 도전했다. 이 모델들은 어린이용으로만 생산된 것이 아니었다. 스카이 버스터즈는 아에로멕시코, 에어 프랑스, 영국항공, 이베리아, 루프트한자 및 사우디아라비아 항공과 같은 항공사를 위한 비행기 모델도 생산했다. 그러나 이 모델들은 저렴한 장난감 시장을 겨냥하여 설계되었다. 항공사 자체에서 판매하는 홍보 모델들은 일반적으로 더 높은 품질, 정확성 및 가격의 모델인 경향이 있다.

#### 매치박스 모터웨이즈
1960년대 후반, 아놀드 미니모빌 시스템(독일)은 매치박스 모터웨이(영국)로 판매되었다. 이 시스템은 핫휠과 슈퍼패스트 트랙의 부드러운 플라스틱과 달리 콘크리트 도로처럼 보이도록 설계된 쉽게 조립 가능한 단단한 플라스틱 트랙으로 구성되었다. 이 시스템은 트랙 옆의 전기 모터가 채널에서 작동하는 연속 스프링 루프를 구동하는 방식으로 작동했다. 작은 플라스틱 핀을 매치박스 차량 밑면에 부착하여 트랙의 슬롯을 통과하고 스프링과 맞물려 차량이 끌려갈 수 있도록 했다. 세 가지 주요 세트가 있었다: M1, M2, M3.
M1 세트는 단순한 트랙 타원형으로 구성되었다. 주요 직선 트랙 구간 양쪽에 있는 작은 오두막에는 각 차선을 구동하는 개별 모터가 있어 인접한 차선 차량이 경주할 수 있었지만, 같은 차선의 모든 차량은 같은 속도로 이동했다. 바깥쪽 슬롯의 구동 스프링이 안쪽 슬롯보다 길기 때문에 스프링은 상자에 색상별로 구분된 봉투에 보관되었다.
M2 세트는 단순한 8자형 트랙으로 구성되었으며, 두 구동 스프링의 길이가 같았다. 스프링은 M1 세트와 유사한 방식으로 구동되었다.
'스위치-어-트랙'으로 알려진 M3 세트는 개별 모터 대신 중앙 로터리의 가짜 라운드하우스에 숨겨진 단일 모터가 있었다. M2 세트가 단순한 8자형 레이아웃이었던 반면, M3 세트는 중앙 로터리를 통해 연결된 두 개의 확장 루프로 구성된 트랙 레이아웃을 가지고 있었다. 로터리에서 나오는 4개의 각 출구에는 로커 스위치가 있어 기계적 연결을 통해 작은 전환기를 움직여 차량이 경로를 변경할 수 있었다.
또한 M2 세트에 추가할 수 있는 확장 팩인 E2 세트가 있어 더 다양한 트랙 레이아웃이 가능했다.

#### 슬롯카

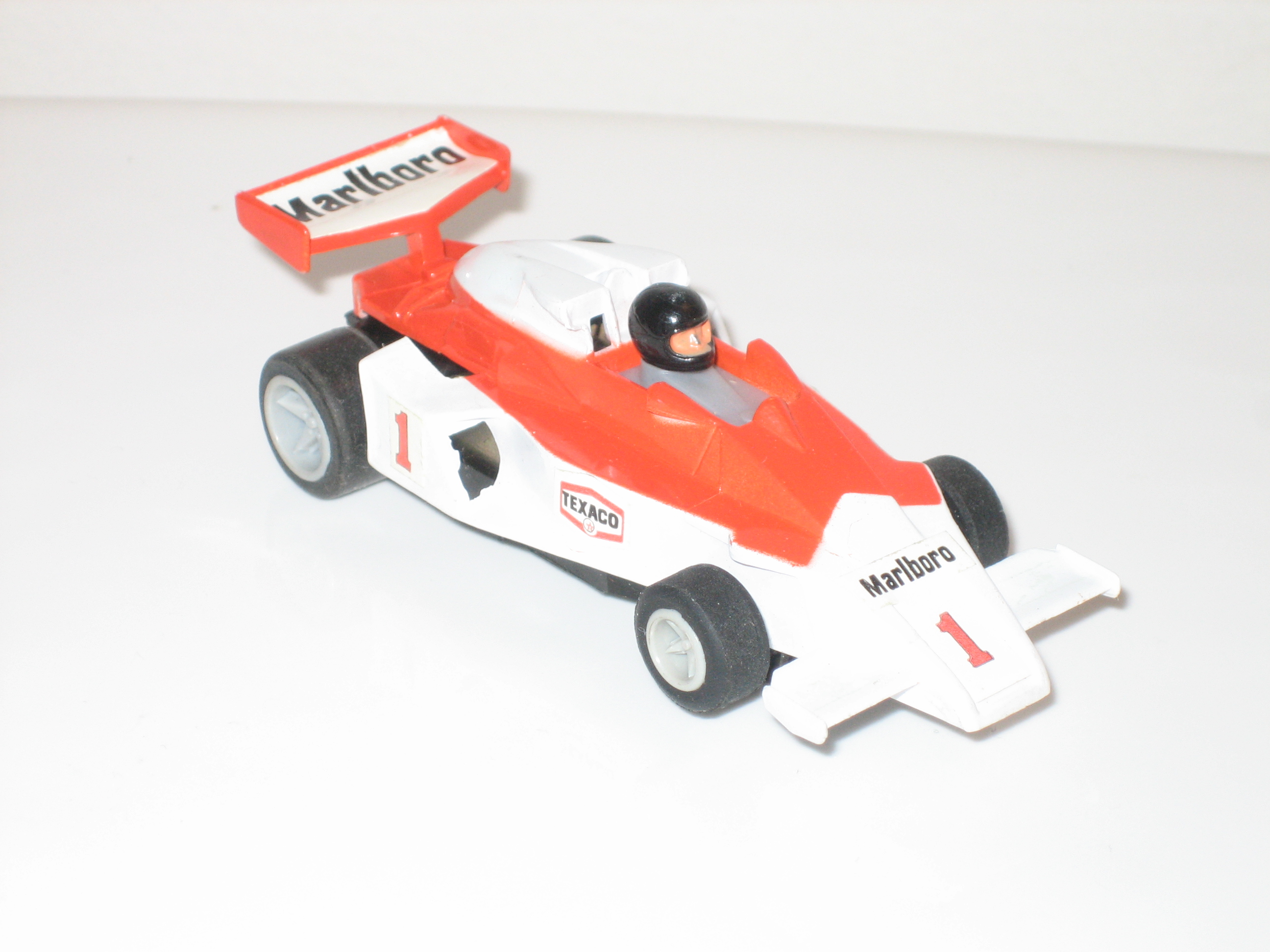
F1 맥라렌 파워트랙 슬롯카

1970년대 후반, 매치박스는 작동하는 헤드라이트가 특징인 "파워트랙" 또는 스피드트랙이라는 슬롯카도 생산했다. (일부 파워트랙 모델은 "일반" 매치박스 1-75 라인에도 동시에 출시되었다.) 매치박스의 다른 슬롯카 세트에는 차선 변경기(자동차가 차선을 바꿀 수 있도록 하는 기능)와 경찰차와 추격하는 자동차가 점프하고 유턴할 수 있는 레이스 앤 체이스 세트가 포함되었다.

#### 스케일 병사
또한 1970년대 후반, 매치박스는 Airfix와 직접 경쟁하여 1:32 및 1:76 축척의 제2차 세계 대전 군인 장난감을 소량 생산했다. 이 세트에는 영국, 독일, 미국 보병과 영국 제8군, 독일 아프리카 군단, 영국 특공대가 포함되었다. 매치박스 세트는 Airfix의 유사 세트(1:32에서 29개 대 15개)보다 적은 수의 피겨를 특징으로 했지만, Airfix가 모델링하지 않은 무기(화염방사기, 중기관총)와 사막 전쟁 세트에 몽고메리와 롬멜 피겨를 포함했다. 이 피겨들은 고품질의 주형과 더 흔한 Airfix 세트와 비교하여 다양한 추가 무기와 포즈로 인기가 많았다.

#### 액션 피겨
1970년대 매치박스는 매치박스 파이팅 퓨리스(Matchbox Fighting Furies)와 모바일 액션 커맨드(Mobile Action Command)를 포함한 자체 액션 피겨 라인을 만들었다. 파이팅 퓨리스는 1974년에 개별 의상을 가진 해적과 카우보이 피겨였고, 모바일 액션 커맨드는 액세서리와 구조 테마 차량을 가진 플라스틱 피겨였다. 1980년대 이후로는 링 레이더스, 로보텍, 볼트론, 패러사이트, 몬스터 인 마이 포켓 및 Pee-Wee's Playhouse와 같은 텔레비전 및 애니메이션과 연계된 액션 피겨 라인을 출시했다. 매치박스가 타이코에 흡수되면서 이러한 라인의 대부분 개발을 중단했다. 로보텍 장난감 중 일부는 나중에 Playmates Toys에서 엑소 스쿼드 라인으로 재출시되었다.

#### 비디오 게임
1990년대와 2000년대 초반, 매치박스는 매치박스 모델 차량 라인과 연계된 여러 비디오 게임도 출시했다. 이 게임들은 건설 및 응급 서비스(소방, 경찰, 구급차, 구조)를 특징으로 했으며, 게임 플레이는 차량에 적합한 액션 시퀀스(예: 모터 시티 패트롤에서 경찰차로 강도 저지)를 포함했다. 이 게임들은 게임보이 휴대용 게임기, NES 비디오 게임 시스템, PC 등 다양한 플랫폼을 위해 다른 회사에서 개발되었다.
NES 시스템에 더 많은 매치박스 게임을 출시할 계획이 있었지만, 그들은 모터 시티 패트롤만 출시했다. 북미에 출시되지 않은 매치박스 게임으로는 "Sir Eric the Bold"(프로토타입 단계에 머물렀다), "Matchbox Racers", "Noah's Ark"가 있었고, 후자만 결국 코나미에 의해 유럽에서 출시되었다. 그러나 닌텐도의 게임 내 모든 형태의 종교에 대한 엄격한 정책 때문에 내부 논란에 직면했을 가능성이 높다.

#### 주요 미니어처 시리즈 개요
- 1-75 (정규 시리즈, 슈퍼패스트 시리즈, 75 시리즈라고도 불림); 번호 1-75
- 액세서리; 번호 A-#
- Models of Yesteryear; 번호 Y-#, 나중에 YY-#
- Major Packs; 번호 M-#
- King Size (나중에 Super Kings 및 Speed Kings); 번호 K-#
- Scorpions (비금속, 충전식 배터리 구동 자동차)
- 스카이 버스터즈; 번호 SB-#
- Two Packs (나중에 900 시리즈 또는 Hitch 'n Haul이라고도 불림); 번호 TP-#
- Battle Kings; 번호 K-# (K-101 – K-118)
- Matchbox Military; 번호 MM-# (MM-1 & MM-2)
- Sea Kings; 번호 K-# (K-301 – K-310; K-311 – K-313은 사전 생산품)
- Adventure 2000; 번호 K-# (K-2001 – K-2006)
- Convoy; 번호 CY-#
- Dinky (매치박스는 1980년대 후반에 이 브랜드를 인수); DY-#
- Real Working Rigs; 번호 RW-# (2009년 도입)

이 외에도 레즈니는 기프트 세트(번호 G-#)를 판매했는데, 각 세트는 다이캐스트 제품군(때로는 단일 세트 내에서 다른 제품군)의 모델로 구성되었다. 이 세트들은 다양한 이유로 정기적으로 업데이트/변경되었지만, 주로 포함된 모델이 최신 상태인지 확인하기 위함이었다. 세트 번호는 "정상적인" 시리즈와 동일한 방식으로 재할당되는 경우가 많았다. 일부 세트에는 세트에서만 공식적으로 출시된 모델 변형(일반적으로 변형 색상)이 포함되었고, 다른 세트에는 세트 없이는 구할 수 없는 추가적인 비다이캐스트 품목이 포함되었다.

## 모델 수집 가치 및 가치
우표, 동전, 실제 자동차와 같은 다른 "고전적인" 수집품과 다르지 않게, 매치박스와 같은 모형 자동차의 가치와 수집 가치는 주로 세 가지 요인에 의해 좌우된다.
- 희귀성 (변형 포함),
- 상태, 그리고
- 모델의 인기

여기에 추가적인 중요한 요인이 있는데,
- 포장

### 희귀성과 변형
모델의 희귀성은 일반적으로 모델 전체 또는 그 변형을 의미할 수 있다.
일부 모델은 매우 제한된 수량으로 생산된다. "특별 제작" 수집품(아래 "매치박스 수집품" 참조)의 발전 이전, 즉 높은 초기 판매 가격을 허용하고/또는 수집가 시장에서 가치를 높게 유지하기 위해 의도적으로 제한된 수량으로 제작된 모델의 경우, 희귀성은 모델의 생산량이 적다는 단순한 기준에 기반을 두었다. 이는 일반적으로 제조업체의 특별한 의도 때문이 아니었다. 예를 들어, 금형(다이)이 파손되거나, 모델이 인기가 없어서 매우 빠르게 교체되어 "정상적인" 수량의 모델이 시장에 전혀 출시되지 않는 상황이 발생할 수 있었다.

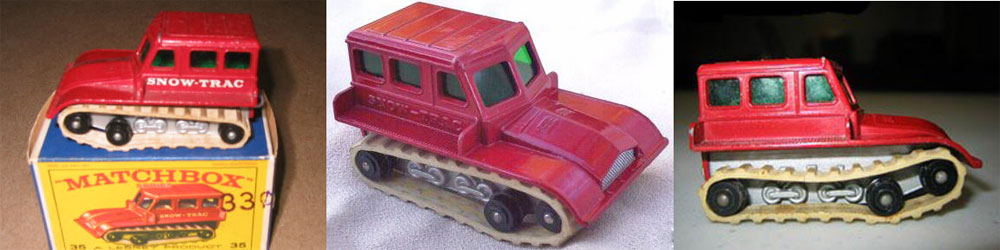
1960년대 중반 매치박스 스노우 트랙 장난감의 동일 모델 3가지 버전으로, 모두 #35로 지정되었지만 각기 다른 변형이다. 가운데 사진의 모델은 옆면에 "Snow-Trac"이 주조되어 있는 반면, 첫 번째 모델은 옆면이 평평하게 주조되어 있고 "Snow-Trac" 데칼이 붙어 있다. 세 번째 버전은 옆면이 평평하고 브랜드 배지가 없다.

변형은 생산 모델의 변화를 말한다. 가장 일반적인 세 가지 유형은 사용된 재료, 주형 또는 색상 구성의 변화이다. 예를 들어, 초기 매치박스 모델은 타이어/휠을 포함하여 완전히 금속으로 만들어졌다. 그러나 생산 초기 몇 년 내에 레즈니는 플라스틱 휠로 전환했다. 처음에는 은색이었고, 나중에는 회색 휠이 장착되었으며, 마지막으로 검은색 휠이 장착되었다. 따라서 1950년대에 출시된 모델이 시리즈에 포함되는 동안 4가지 다른 휠 유형을 장착했을 가능성이 충분히 있었다. 또는 색상이나 재료 외에도 추가 변형(예: 매듭 모양 또는 매끄러운 모양)이 있었기 때문에 그 이상일 수도 있다. 특정 모델에 따라 특정 휠 유형이 다른 유형보다 훨씬 더 희귀할 수 있다.
금형이나 다이는 때때로 변경된다. 이는 일반적으로 최종 다이캐스트 제품의 약점이나 다이로 인한 생산의 어려움 때문이다. 종종 변경 사항은 매우 미미하고, 심지어 극소하며, 처음에는 명확하게 보이지 않는 곳에서 발생할 수 있다. 특히 생산 초기 단계에서 약점이 감지된 경우, 시장에 출시되는 초기 버전의 수는 종종 상당히 적다.
색상 변경은 현재 흔하며, 계획된 마케팅 도구이지만, 초기에는 드물었고, 대부분의 모델은 시리즈에 포함되는 동안 단 하나 또는 두 가지 주요 색상 구성으로만 생산되었다. 그러나 모델 본체의 색상뿐만 아니라 전체 모델(밑판, 내부, 창문 포함)을 고려해야 하며, 따라서 다른 구성 요소의 변화는 변형 가능성을 기하급수적으로 증가시킬 수 있다.
연령 또한 모델을 희귀하게 만드는 중요한 부분이다. 1950년대에 표준 수량으로 생산된 모델은 1980년대에 유사한 수량으로 생산된 모델보다 오늘날 훨씬 더 희귀할 가능성이 높다.

### 상태
모델의 상태가 좋을수록 가치가 높아진다. 모델의 상태는 일반적으로 다음과 같은 범주로 단순하고 다소 주관적으로 표현된다: 민트(새것과 같음), 엑셀런트(매우 좋음), 베리 굿(아주 좋음), 굿(좋음), 페어(보통), 푸어(나쁨). 간단히 말해, "민트" 모델, 즉 공장에서 갓 나온 상태의 모델은 페인트가 벗겨지고, 축이 녹슬고, 부품이 부서진 모래 놀이터 품질의 모델보다 훨씬 더 가치가 있다. 그러나 가치 있으려면 상태가 원본이어야 한다. 모델을 다시 칠하거나 수리하면 최종 결과가 인상적일 수 있더라도 가치가 크게 떨어진다.

### 포장
포장의 유무는 모델의 가치에 영향을 미친다. "민트 박스" 모델은 모델의 연식, 상자 상태, 심지어 상자의 변형에 따라 박스 없는 민트 모델보다 경우에 따라 50-100% 더 가치가 있을 수 있다.
상자 디자인이 정기적으로 변경되었기 때문에 일부 상자 또는 모델/상자 조합은 소량으로 생산되어 찾기 매우 어려워졌다. 예를 들어, 처음 7개의 1-75 모델은 "A Moko Lesney" 상자(위 "역사", 모코 참조)에 포장되었는데, 이 상자에는 "Moko"라는 단어가 스크립트로 쓰여 있었다. 오늘날 이 상자들은 극히 가치가 높다. 나중의 50년대 상자들 – 모델 번호 1부터 7까지의 2판을 포함하여 –에는 "Moko"가 주변 단어와 동일한 대문자로 쓰여 있었다.
블리스터 팩 시대에도 포장의 역할은 실제로 줄어들지 않았다. 그러나 "상자" 개념은 매치박스 브랜드에 엄청나게 중요하므로, 상자의 존재는 일반적으로 블리스터 팩보다 모델의 가치에 훨씬 더 큰 영향을 미친다. 이 예외는 상자 시대의 블리스터 팩, 특히 상자가 포함된 블리스터 팩이다.

### 인기
모델의 인기는 직접적으로나 간접적으로 그 가치에 영향을 미친다. 예를 들어, 1950년대에 비슷한 수량으로 생산된 두 모델이 있다고 하자. 하나는 흥미로운 스포츠카이고 다른 하나는 다소 지루한 군용 차량이라면, 전자는 아마도 매장 선반에서 훨씬 더 빨리 사라졌을 것이다. 그렇다면 그 가치는 비금전적인 측면에서 더 높았다.
비록 전자의 모델이 영국이나 미국 가정에서 비교적 흔하게 발견될 수 있지만, 종종 가지고 놀거나(즉, 상태가 좋지 않음) 특정 "보물"과 같은 정서적인 가치(예를 들어, 말 모형의 경우 자주 그렇다)를 가지고 있어, 수집가가 아니더라도 "영원히" 보관하게 된다. 따라서 수집가 시장에서 좋은 상태로 찾기 어려워지는 반면, 덜 인기 있는 모델은 여전히 민트 박스 상태로 대량으로 발견될 수 있다. 그리고 스포츠카의 초기 인기가 계속 유지될 가능성이 높기 때문에, 그 가치는 이러한 사실에 의해서도 더욱 높아지고 있다.

### 카탈로그 작성
조직화된 매치박스 수집가 클럽(아래 "매치박스 수집가" 참조)이 등장한 이래, 모델과 그 변형들은 코딩되고 분류되었으며, 가치가 대략적으로 설정되었다. 주요 수집가 조직(NAMC, AIM, Matchbox USA, MICA, MBXForum 등)과 개별 저자들은 다양한 매치박스 라인(모델 및 그 변형 포함)을 설명하는 수많은 작품을 출판했다. 이 중 최고 작품들은 이전에는 주로 클럽 자체를 통해 구할 수 있었지만, 이제는 여러 출판사를 통해 매치박스 관련 서적을 구입할 수 있다. 이 책들은 영어뿐만 아니라 여러 다른 언어(특히 독일어)로도 제공된다.
수년에 걸쳐 여러 참고 카탈로그가 있었기 때문에 모델 코딩에 대한 완전한 합의는 없다. 그러나 표준 코드는 다음과 같이 읽힐 수 있다: Y-15 A 6. 이것은 모델 번호 Y-15의 첫 번째("A") 출시의 6번째 변형을 의미한다.
현재 많은 책에는 가격 안내가 포함되어 있지만, 모델의 실제 금전적 가치에 대한 진정한 합의는 없다. 어떤 출판물에 있는 숫자도 상대적인 정보를 제공할 뿐, 그 이상은 아니다. 이는 수집가 시장으로 남아 있으며, 따라서 가격은 크게 변동한다.

## 지역별 발행물 및 홍보용품

### 지역별 발행물

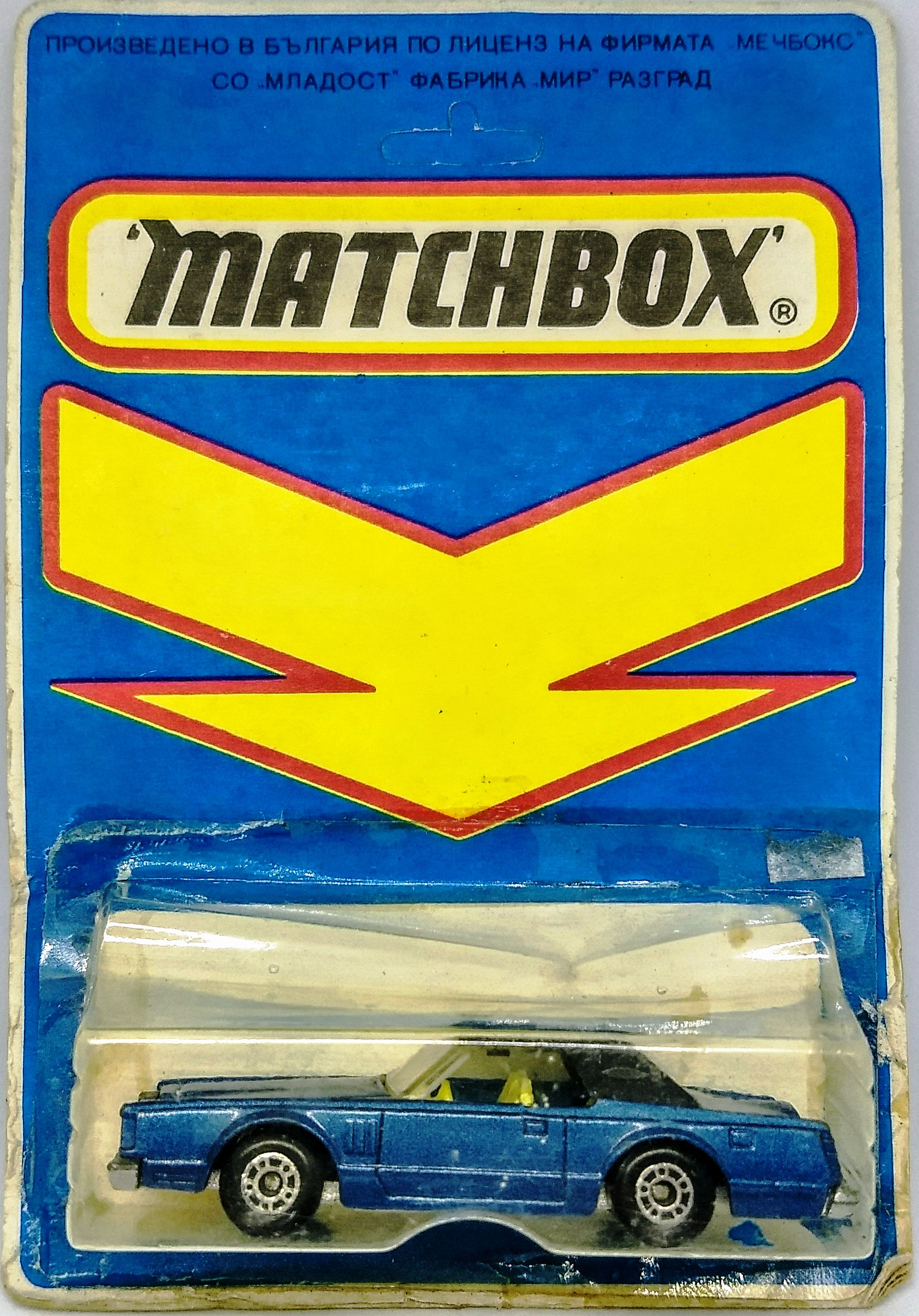
링컨 컨티넨탈 Mk. V의 불가리아 매치박스 모델

1960년대에 레즈니는 특정 이미 수익성이 있는 시장에 "자체" 모델을 제공함으로써 판매를 늘릴 수 있음을 분명히 깨달았다. 일반 시리즈는 주로 영국과 미국을 겨냥했으므로, 영연방과 북미 시장용 모델은 쉽게 통합될 수 있었다. 그러나 초기부터 독일은 매치박스 모델의 주요 시장으로 자리 잡았지만, 독일 자동차의 수많은 주물 생산을 정당화할 만큼 큰 시장은 아니었다. 분명히 주요 국제적으로 알려진 독일 브랜드(폭스바겐과 메르세데스, 그리고 마지루스-도이츠)는 제품군에 포함되었지만, 기존 주형을 사용하여 해당 시장을 충족시키기 위해 독일만을 위한 모델 버전을 개발하기로 결정했다. 선택된 모델은 #25 베드포드 탱크로리였는데, 독일 시장을 위해 일반적인 노란색-흰색과 BP 도색에서 아랄 데칼이 부착된 파란색-흰색 모델로 변경되었다. 이 첫 번째 지역 발행물에 이어 두 번째 발행물이 나왔는데, 베드포드가 시리즈에서 단종되고 효과적으로 #32 레이랜드 탱크로리로 대체되었다. 이 모델도 독일을 위해 파란색과 흰색 아랄 버전으로 생산되었다.
이는 성공적인 전략임이 입증되었고, 1970년대 후반과 1980년대에 확장되었다. 처음에는 독일을 위해 모델이 다시 생산되었는데, 한 번에 최대 6개(경찰차가 개발되고, 독일 로고가 있는 트럭이 제공되는 등), 심지어 특별히 제작된 상자에 담겨 나오기도 했다. 나중에는 더 큰 모델(이전에 언급된 Y‑12 포드 모델 T 밴과 같은 예스터이어 모델, 또는 수많은 슈퍼 킹스 모델)과 다른 국가(호주, 덴마크 등), 심지어 영국이나 미국을 위한 지역 발행물로도 아이디어가 확장되었다.
1970년대에서 1980년대까지 짧은 기간 동안 레즈니는 다른 나라에서도 매치박스 생산을 하거나 라이선스를 부여했다. 일본 시장만을 위해 영국에서 여러 모델 변형을 개발하는 것으로 시작하여, 나중에는 일본에서 일본 프로토타입을 기반으로 한 4가지 Superfast 모델을 생산했다. 그 후 주형과 도구는 헝가리와 불가리아(Mikro'67)의 그룹에 라이선스되어 공산권 국가에서 발판을 마련하려 시도했다. 그곳에서는 표준 모델만 생산되었지만, 수많은 색상 변형이 있었고, 그 중 일부는 오늘날 매우 희귀하다.
매치박스 인터내셔널 시대부터 라인을 더 일반적으로 지역화하기로 결정했으며, 이는 1-75 시리즈의 여러 버전이 출시되는 결과를 낳았다. 고객이 세계 어느 지역에 있느냐에 따라 거의 모든 라인이 세계의 다른 지역과 다를 수 있었다. 이 철학은 오늘날에도 어느 정도 따르고 있지만, 크게 축소되었다. 일반적으로 미국과 나머지 세계를 위한 라인이 있으며, 일부 "지역" 미니 시리즈는 여전히 특정 국가에서 제공된다(예: 독일에서 매년 12개 자동차가 출시되는 "Stars of Cars" 또는 영국에서 유사한 모델 세트인 "Best of British").

### 홍보용품
매치박스 시리즈가 시작된 거의 처음부터 상업계는 고객에게 "관련" 차량 모델을 제공하는 것이 광고 수단으로 활용될 수 있다는 가능성을 인식했다. 예를 들어, 1950년대 중반에는 유제품 회사들이 매치박스 #7 말 끌고 다니는 우유차를 고객에게 사업에 대한 감사의 표시로 제공하는 것이 드물지 않았다.
특정 고객을 위해 의도적으로 만들어진 첫 번째 품목은 현재 유명한 "Beales Bealesons" #46 Guy "Pickfords" 이사 차량이다. 영국 남부의 한 상점을 위해 제작된 이 홍보용품은 표준 모델(Pickfords 도색)과 색상, 데칼 및 상자에서 크게 달랐다. 원래 목적을 달성하는 것 외에도 수집가들 사이에서 매우 인기가 많아졌다.
1960년대 후반 또는 1970년대 초반에 몇 가지 모델이 더 제작되었는데, 그 중에는 여러 버스 모델과 유명한 "NAMC" 홍보용 #32 Leyland Tanker 버전(수집가 전용으로 제작된 첫 번째 모델, 아래 "Matchbox collectors" 참조)이 있었다. 그러나 홍보용품의 수와 가치에 큰 변화가 시작된 것은 1970년대 런던 버스 모델, 특히 Superfast #17 Londoner Bus가 사용되면서였다. 이 모델로 인해 소규모였던 것이 홍수로 변했고, 수많은 회사들이 이 모델을 사업 고객을 위한 광고 자료로 사용했다. 이 개념의 성공과 매치박스 브랜드에 대한 그 가치는 엄청났고, 모델의 수(그리고 #38 포드 모델 A 밴과 같이 좋은 "광고 공간"을 제공하는 모델의 시리즈 도입)와 모델의 크기(예스터이어, 그리고 종종 슈퍼 킹스도 포함) 모두에서 아이디어의 급격한 확대로 이어졌다.
결국 거의 모든 모델이 홍보용으로 사용될 수 있었고 실제로 그렇게 사용되었다. 일부 회사는 모델을 극히 제한된 수량으로만 생산하도록 허용하는 반면(예: K-16 퀘이커 스테이트 모델), 다른 회사들은 포장 프로모션 등으로 대량 생산하거나, 포드 모터 컴퍼니 100주년 기념 모델 세트처럼 일반적이지만 제한적인 출시를 하기도 했다. 수집의 가장 어려운 측면 중 하나인 홍보용품의 가치는 발행 후 몇 달 내에 급등할 수 있다. 오늘날 홍보용품은 매치박스 사업의 중요한 부분으로 남아 있다.
위에서 언급했듯이("역사", 슈퍼패스트 시대의 확장 참조), 지역별 발행물과 홍보용품의 인기는 회사에 의해 인식되었고, 특별히 장난감이 아닌 수집가를 염두에 둔 모델 개발에 중요한 역할을 했다. 수집가들을 만족시키는 시장 잠재력을 깨달으면서 전체 다이캐스트 산업에 큰 변화가 일어났고, 다른 브랜드들도 뒤따랐으며 매치박스는 이 아이디어를 나중에 매치박스 컬렉터블(q.v.)이 된 것으로 계속 다듬었다.

## 매치박스 컬렉터블즈
유니버설 시대부터 마텔이 브랜드를 인수한 후까지, 성인 수집가에 대한 인식이 높아지면서 해당 시장을 위한 여러 시리즈가 특별히 생산되었다. 이 아이디어는 새로운 것이 아니었다. 1960년대에 레즈니는 성인 구매자들의 제품 구매 잠재력을 처음으로 깨닫고, 펜 스탠드, 재떨이 등 유사한 품목에 장착된 예스터이어 시리즈의 금은 도금 버전을 마케팅했다. 또한 (위 "역사" 참조) 1970년대, 특히 1980년대에 회사와 수집가 및 후원자 간의 접촉은 제한적이지만 더 수익성 있는 시장 기반을 위해 설계된 소수의 매우 수집 가치가 높은 모델 출시로 이어졌다. 대부분의 경우 이 모델들은 예스터이어였지만, 1-75 시리즈도 이 목적으로 사용되었다.
매치박스는 목적에 맞게 제작된 수집품을 지정하기 위해 "매치박스 컬렉터블즈"라는 이름을 도입했다. 처음에는 매치박스 컬렉터블즈 라인이 주로 1-75 또는 컨보이 모델을 중심으로 전개되었는데, 일반적으로 탬포 또는 마스크 스프레이 디테일링 수준이 높고 고무 타이어와 "크롬" 휠이 특징이었다. 이 모델들은 한정된 수량으로 제조되었으며, 잘 갖춰진 소매점에서 "프리미어 컬렉터블즈", "월드 클래스", "퍼스트 에디션", "배럿-잭슨" 등으로 프리미엄 가격에 판매되었다. 장난감 자동차의 의도적인 수집용 버전을 만드는 이 개념은 핫 휠과 조니 라이트닝을 포함한 경쟁사들에게 널리 복사되었다. 나중에 모델스 오브 예스터이어, 딩키, 컨보이 시리즈는 테마별 수집용 "미니 시리즈" 모델을 만드는 기반으로 사용되었으며, 슈퍼 킹즈 라인은 종종 대규모 트럭 "스페셜"을 생산했는데, 이 모든 것은 일반적으로 우편 주문으로만 제공되었다. 당시 매치박스 컬렉터블즈 Inc.는 매치박스 인터내셔널 Ltd.의 사실상 반독립적인 하위 부서가 되었다. 이 아이디어는 상당히 성공적이어서 비교적 짧은 기간 동안 많은 새롭고 고품질의 주형을 만드는 결과로 이어졌다. 주요 브랜드(텍사코, 캠벨 수프, 코카콜라, 허쉬 초콜릿, 잭 대니얼스 등)와의 연계는 제품군의 매력을 높였다. 그러나 새로운 주형을 재정 지원하기 위해 가격은 계속 인상되었고, 주형은 여러 목적으로 재사용되었는데, 때로는 현실과는 상당히 거리가 멀었다.
주요 축척은 1:43(트럭 모델의 경우 1:50 또는 1:100) 근처를 맴돌았지만, 결국 1:24 자동차까지 등장했다. 비행기와 탱크(적절한 축척)도 다시 돌아왔다. 그러나 후자 시리즈의 시기는 1970년대만큼 좋지 않았는데, 마텔이 매치박스 브랜드를 인수한 지 약 3년 만에 컬렉터블즈 라인 개발이 사실상 중단되고 매치박스 컬렉터블즈 Inc.는 해체되었다. 일부 모델은 타깃과 같은 주요 소매점을 통해 미국에서 계속 판매되고 있다.

## 영화 각색
마텔 필름이 제작하는 실사 영화 각색은 2022년 1월에 발표되었다. 같은 해 후반에 스카이댄스 미디어가 마텔 필름과 함께 영화 제작에 참여했다. 2024년 5월 7일, 마텔과 스카이댄스는 샘 하그레이브를 감독으로 고용했다. 2024년 9월 17일, 존 시나가 주연으로 캐스팅되었고 영화는 Apple TV+에서 개봉될 예정이라고 발표되었다. 11월에는 제시카 비엘이 영화에 출연하기로 계약했다. 다음 달에는 샘 리차드슨, 아르투로 카스트로, 티오나 패리스 및 다나이 구리라가 캐스팅에 추가되었다.

## 매치박스 수집가

매치박스 장난감 자동차

운송, 스포츠 또는 유사한 테마를 다루는 다른 품목들과 마찬가지로, 매치박스 모델이 광적인 추종자, 수집가 모임 등과 함께 수집 가능한 품목이 되는 데는 그리 오랜 시간이 걸리지 않았다. 레즈니 장난감의 미국 수입업체인 프레드 브로너 사는 1960년대 후반부터 소액의 회비로 분기별로 4~6페이지의 잘 다듬어진 뉴스레터를 발행하는 "매치박스 컬렉터스 클럽"을 설립하여 이러한 움직임을 소규모로 조직하는 첫걸음을 내디뎠다. MCC는 주로 어린 수집가들을 대상으로 했다.
1970년대에는 성인 수집가들이 더 높은 수준의 정교함으로 수집을 논의하기 위해 반공식 클럽을 결성하기 시작했다. 변형이 논의되고 카탈로그화되었으며, 교환 장터가 조직되었고, 진지한 수집가들을 위해 작성된 새로운 저널이나 회보가 등장하기 시작했다. 우표나 동전과 다르지 않게, 오래되거나 수집 가치가 더 높은 모델의 가격이 계속해서 상승하는 추세가 시작되었다. 그러나 수집은 모델 자체에만 국한되지 않는다. 카탈로그, 딜러 디스플레이 케이스, 홍보 자료 등 매치박스와 관련된 모든 것도 수집된다. 미국에서는 두 개의 경쟁 클럽이 모두 매사추세츠에 설립되었다(Bob Brennan이 운영하는 NAMC, 국립 매치박스 수집가 협회와 Harold Colpitts이 운영하는 AIM, 미국-국제 매치박스 클럽). 이 클럽들은 1970년대와 1980년대 미국에서 매치박스 수집의 중심 세력이었다(두 클럽 모두 현재는 존재하지 않지만), 그리고 그들로부터 UK Matchbox(Ray Bush가 운영), MICA(Matchbox International Collectors Association), Matchbox USA(Charlie Mack가 운영)를 포함한 더 많은 파생 클럽이 형성되었으며, 후자는 여전히 운영 중이다. 찰리 맥을 비롯한 다른 사람들도 모델, 그 변형, 가치/가격 안내를 보여주는 수집가를 위한 책을 출판했다. Route 66 Diecast 수집가들의 친구 모임도 존재하며, 매년 7월에 뉴멕시코주 앨버커키에서 열린다. 이것은 매치박스 팀이 참여하고 모임을 위해 특별히 제작된 독점 모델을 특징으로 하는 유일한 다이캐스트 쇼이다.
딩키 수집은 영국과 프랑스를 중심으로 이루어지며, 코르기 수집은 영국, 핫 휠 수집은 북미에서 이루어진다. 매치박스 수집만이 영국, 영연방 국가, 북미에서 인기가 많다.
많은 고가 수집품과 마찬가지로 매치박스 모델도 이제 위조에 취약하다. 희귀한 변형은 진품 부품을 사용하여 매우 쉽게 만들 수 있으며, 그 다음 "희귀" 변형으로 판매될 수 있다.

## 스카이 버스터즈 시리즈
매치박스 스카이 버스터즈는 레즈니 프로덕츠와 나중에 마텔에 의해 매치박스 브랜드로 생산된 미니어처 카 모형항공기 라인이다.
초기 스카이 버스터즈는 1973년 런던에서 생산되었다. 1970년대 동안 스카이 버스터즈는 샌디에고에 기반을 둔 Zee Toys가 생산한 Dyna-Flytes와 Ertl Company가 유통한 홍콩산 Lintoy와 경쟁했다.
스카이 버스터즈는 초기 단계에서 군용기와 상업용기 모델을 결합했다. 미국 공군, 에어 프랑스, 페덱스, 루프트한자 및 QX 익스프레스는 스카이 버스터즈와 광고를 시작한 첫 브랜드 중 하나였다. 출시된 첫 스카이 버스터즈 중 일부는 리어젯, 에어버스 A300, 보잉 747 및 코르세어 AD7 항공기였다.
1976년에 스카이 버스터즈 라인이 다시 등장했는데, 당시 미니어처 카 비행기 시장은 Dyna-Flytes가 지배하고 있었다. 이 브랜드는 2000년대까지 시장에 계속 들락날락하다가, 마텔이 매년 모델을 출시하기로 결정했다. 현재 매치박스와 스카이 버스터즈 모델 생산 계약을 맺은 항공사는 없다. 가장 최근의 항공사는 아메리칸 항공, UPS, 영국항공, 알래스카 항공, 루프트한자 및 DHL이다. (델타 항공과 유나이티드 항공은 각각 노스웨스트 항공과 콘티넨털 항공을 인수한 이후 매치박스와 계약을 맺지 않았다.) 하지만 제트 여객기는 매치박스 항공(MBX Airways라고도 불림)과 같은 가상의 항공사 이름으로 출시된다.
2012년, 매치박스 스카이 버스터즈는 영화 다크 나이트 라이즈에 나오는 비행기인 더 배트의 복제품을 출시했다.
2024년, 매치박스는 스페이스X와 제휴하여 해당 회사의 항공기 모델을 생산할 것이라고 발표했다.
2025년 동안 매치박스는 스카이 버스터즈 시리즈에 실제 항공사 브랜드를 다시 선보였으며, 아메리칸 항공 A320과 UPS 항공 보잉 747-400을 출시했다.

## 같이 보기
- 레즈니 프로덕츠 (매치박스 모회사 역사)
- 파워트랙 (매치박스 슬롯 카 레이싱에 대한 자세한 정보)
- 링 레이더스